# Lamitan

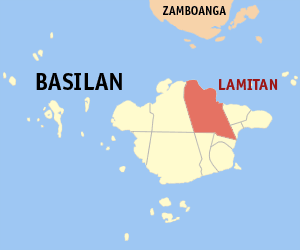
Lamitan

Lamitan (officiellt City of Lamitan) är en stad på ön Basilan i Filippinerna. Den ligger i provinsen Basilan i regionen Muslimska Mindanao och har 58 709 invånare (folkräkning 1 maj 2000).
Staden är indelad i 45 smådistrikt, barangayer, varav samtliga är klassificerade som tätortsdistrikt.